# Sakleshpur
Sakleshpur is een dorp in het district Hassan van de Indiase staat Karnataka.

## Demografie
Volgens de Indiase volkstelling van 2001 wonen er 23.201 mensen in Sakleshpur, waarvan 51% mannelijk en 49% vrouwelijk is. De plaats heeft een alfabetiseringsgraad van 74%.